# Zoròpsids
Els zoròpsids (Zoropsidae) són una família d'aranyes araneomorfes. Fou descrita per primera vegada per P. Bertkau l'any 1882.
Són unes aranyes poc comunes però que tenen similituds amb els licòsids, i també són errants i cribel·lades. La seva disposició d'ulls és diferent de la dels licòsids, ja que formen dues files amb els ulls d'una mida semblant. Se'n sap poca cosa de la seva biologia, i es troben a Amèrica, Àfrica, Oceania (Nova Zelanda, Austràlia), Àsia i la zona del Mediterrani.

## Sistemàtica
L'antiga família dels tengèl·lids (Tengellidae) actualment forma part dels Zoropsidae.
Segons el World Spider Catalog amb data de 24 de gener de 2019, aquesta família té reconeguts 27 gèneres i 182 espècies. El creixement dels darrers anys és considerable, ja que el 28 d'octubre de 2006 hi havia reconeguts 12 gèneres i 76 espècies. Els gèneres reconeguts actualment són els següents:
- Akamasia Bosselaers, 2002 (Xipre)
- Anachemmis Chamberlin, 1919 (EUA, Mèxic)
- Austrotengella Raven, 2012 (Austràlia)
- Birrana Raven & Stumkat, 2005 (Austràlia)
- Cauquenia Piacentini, Ramírez & Silva, 2013 (Xile)
- Chinja Polotow & Griswold, 2018 (Tanzània)
- Ciniflella Mello-Leitão, 1921 (Brasil)
- Devendra Lehtinen, 1967 (Sri Lanka)
- Griswoldia Dippenaar-Schoeman & Jocqué, 1997 (Sud-àfrica)
- Hoedillus Simon, 1898 (Guatemala, Nicaragua)[5]
- Huntia Gray & Thompson, 2001 (Austràlia)
- Itatiaya Mello-Leitão, 1915 (Brasil)
- Kilyana Raven & Stumkat, 2005 (Austràlia)
- Krukt Raven & Stumkat, 2005 (Austràlia)
- Lauricius Simon, 1888 (EUA, Mèxic)
- Liocranoides Keyserling, 1881 (EUA)
- Megateg Raven & Stumkat, 2005 (Austràlia)
- Phanotea Simon, 1896 (Sud-àfrica)
- Pseudoctenus Caporiacco, 1949 (Kenya, Burundi, Malawi)
- Socalchemmis Platnick & Ubick, 2001 (EUA, Mèxic)
- Takeoa Lehtinen, 1967 (Xina, Corea, Japó)
- Tengella Dahl, 1901 (Mèxic, Nicaragua, Hondures, Panamà)
- Titiotus Simon, 1897 (EUA)
- Uliodon L. Koch, 1873 (Nova Zelanda, Austràlia)
- Wiltona Koçak & Kemal, 2008 (Nova Zelanda)
- Zorocrates Simon, 1888 (Mèxic, EUA)
- Zoropsis Simon, 1878 (Mediterrani, Ucraïna, Corea)

### Superfamília Lycosoidea
Els zoròpsids havien format part dels licosoïdeus (Lycosoidea), una superfamília formada per dotze famílies entre les quals cal destacar pel seu nombre d'espècies (dades del 2006): els licòsids (2.304), els ctènids (458), els oxiòpids (419) i els pisàurids (328).
Les aranyes, tradicionalment, havien estat classificades en famílies que van ser agrupades en superfamílies. Quan es van aplicar anàlisis més rigorosos, com la cladística, es va fer evident que la major part de les principals agrupacions utilitzades durant el segle XX no eren compatibles amb les noves dades. Actualment, els llistats d'aranyes, com ara el World Spider Catalog, ja ignoren la classificació de superfamílies.